# Voluntarisme (actitud)
El voluntarisme com a actitud és la formació de creences i presa de decisions d'acord amb el que podria ser agradable d'imaginar, en lloc d'apel·lar a proves, la raó o la realitat. És resultat d'intentar resoldre conflictes que està entre la creença i el desig. Els estudis han demostrat que els esdeveniments segueixen el seu curs de la mateixa manera, però les persones acostumen a predir resultats positius per ser més favorables que els negatius.